# Большая уральская тропа
Большая уральская тропа — всесезонная туристическая тропа, которая объединяет пешеходный, водный, велосипедный и автомобильный треки, проложенные вдоль Уральских гор. Протяжённость пешеходного трека составляет более 2300 км, водного маршрута — 3000 км, велосипедного трека — 2300 км, автомобильного — 1800 км. Самая северная точка тропы — Перевал Дятлова (Свердловская область, Северный Урал), самая южная — гора Полковник (Оренбургская область, Южный Урал).

## История
Создание Большой уральской тропы началось в мае 2022 года. Проект стартовал в охранной зоне Висимского заповедника. С мая по сентябрь волонтерами была проведена разведка и маркировка сети туристических троп общей протяжённостью 50 км. На тропах установили навигационные столбы и информационные стенды.
В 2023 году было промаркировано 1100 км тропы в Свердловской и Челябинской областях, из которых 120 км проходят по национальным паркам Таганай, Зюраткуль и Висимскому биосферному заповеднику. Начались работы по установке навигационных и информационных табличек вдоль тропы. В Свердловской области появились первые стенды у 30 природных достопримечательностей на маршруте Большой уральской тропы. Также был запущен официальный сайт проекта с электронным путеводителем по тропе.
В 2024 году было промаркировано свыше 700 км трека. Открылся первый визит-центр на Большой уральской тропе, расположенный в поселке Карпушиха Кировградского городского округа Свердловской области. Волонтёры установили 12 скамеек в зонах отдыха на территории Висимского заповедника и обустроили два новых родника.

## География
Большая уральская тропа объединяет существующие эколого-туристические тропы и маршруты со знаковыми природными, историческими, культурными и промышленными достопримечательностями. Основной трек проложен вдоль Уральского хребта по границе водораздела. В направлении с севера на юг он проходит через Пермский край, Свердловскую область, Челябинскую область, республику Башкортостан, а также Оренбургскую область.
Нулевой километр Большой уральской тропы находится на территории Висимского заповедника в Свердловской области. Крайняя северная точка тропы — перевал Дятлова в Ивдельском городском округе Свердловской области. Крайняя южная точка на начало 2024 года — гора Полковник на окраине Орска.